# Camillo Girotti
Camillo Girotti (Bareggio, 27 febbraio 1918 – Bareggio, 19 novembre 1992) è stato un calciatore italiano, di ruolo difensore.
Giocava come terzino.

## Palmarès

### Club

#### Competizioni nazionali
- Coppa Italia: 1

Ambrosiana: 1938-1939